# Ya'an
Ya'an (cinese: 雅安; pinyin: Yǎ'ān) è una città-prefettura della Cina nella provincia del Sichuan.
Il 20 aprile 2013 fu colpita da un terremoto di magnitudo delle onde superficiali di 7,0.